# Aosa uleana
Aosa uleana är en brännreveväxtart som först beskrevs av Ignatz Urban och Gilg, och fick sitt nu gällande namn av Weigend. Aosa uleana ingår i släktet Aosa och familjen brännreveväxter. Inga underarter finns listade i Catalogue of Life.